# Down Boy
Down Boy is een nummer van de Australische zangeres Holly Valance uit 2002. Het is de tweede single van haar debuutalbum Footprints.
Het nummer werd een grote hit in Oceanië, en een bescheiden hit in Europa. In Valance's thuisland Australië haalde het nummer de 3e positie, en in zowel de Nederlandse Top 40 als de Vlaamse Ultratop 50 haalde het de 34e positie.